# Laboratorios Esteve
Laboratorios Esteve es una empresa farmacéutica española fundada en Manresa en 1929. Desde entonces, Esteve ha extendido su actividad comercial por más de 100 países, con plantas de fabricación en Europa, América y Asia. Facturó más de 830 millones de euros en 2015 y cuenta con más de 2 300 empleados. Dedica parte de su facturación a la I+D, a pesar de que el grueso de su facturación se produce con licencias de laboratorios extranjeros (estadounidenses y del resto de Europa, en su mayoría). Con sede central en Barcelona, tiene plantas de producción en Martorellas, y de producción de principios activos en Celrá y en Banyeres del Penedès.

## Historia
La empresa nació en Manresa en 1929 de la mano del doctor Antoni Esteve Subirana, miembro de una extensa familia de farmacéuticos. Se trasladó a Barcelona en 1942, tras la Guerra Civil, y levantó sus nuevos laboratorios en el barrio del Guinardó. Alexander Fleming visitó sus instalaciones en 1948. El doctor Esteve murió en 1979 y sus hijos continuaron su obra. La parte industrial de los laboratorios se sitúa fuera de Barcelona (en Celrà, Martorellas,...) pero la sede administrativa se mantiene en el barrio del Guinardó. Esta empresa ha tenido una gran repercusión económica y social en toda la zona.

## Principales hitos
- 1929 Antoni Esteve Subirana se hace cargo de una farmacia en Manresa, inicio de la actividad comercializadora de las primeras especialidades vitamínicas, preparadas en la propia farmacia.
- 1936 Cambio jurídico a Laboratorios del Dr. Esteve, constituyéndose en Sociedad anónima.
- 1963 Se crea la división de Veterinaria
- 1966 Establecimiento de Esteve Química (EQ Esteve).
- 1971 Comercialización del vasoprotector de investigación propia dobesilat cálcico (Doxium®) al mercado farmacéutico español. Actualmente se está comercializando en 80 países.
- 1974 Creación de los laboratorios Isdin, una empresa conjunta con el grupo de perfumería Antonio Puig S.A.
- 1989 Se crea la División hospitalaria.
- 1992 Fábrica en México y creación de una filial en Portugal.
- 2000 Empresa conjunta con una compañía china: Zhejiang Huayi Pharmaceutical, Co. Ltd.,
- 2002 Esteve firma con International Wex Technologies (Canadá) un acuerdo para el desarrollo de un potente analgésico, la tetrodotoxina, indicada para el tratamiento del dolor de origen oncológico y neuropático.
- 2003 Filial de veterinaria en Italia.
- 2004 Nacimiento de Alberto Bernal Esteve.
- 2005 Esteve amplía su presencia en China con un nuevo acuerdo con el grupo Huayi Investment Group: se crea la sociedad Esteve Huayi Pharmaceutical.
- 2006 Esteve junto con cuatro compañías catalanas del sector, entre las cuales destacan los laboratorios farmacéuticos Almirall, Ferrer y Grupo Uriach, crean el consorcio Genius Pharma para el desarrollo de plataformas tecnológicas y buenas prácticas en el descubrimiento de medicamentos innovadores.
- 2007 Esteve inaugura su oficina de representación en Nueva Jersey, Esteve USA. Veterinaria Esteve inicia actividad comercial en Alemania a través de su filial Euracon Pharma, GmgH. También llega a Italia con fármacos para humanos a través de su filial de medicamentos genéricos (EFG), Pensa pharma.